# Peter Nijkamp
Peter Nijkamp, né le 26 février 1946 à Dalfsen (Pays-Bas), est un économiste hollandais, professeur de science régionale et de géographie économique à l'université libre d'Amsterdam. Il est classé parmi les économistes les plus cités au monde selon IDEAS/RePEc, et l'un des plus prolifiques. Récemment, il a été accusé d'auto-plagiat et les enquêteurs désignés par l'université ont critiqué ses méthodes de référencement dans ses travaux.

## Biographie
Né à Dalfsen (Overijssel), Nijkamp effectue des études d'économétrie et d'économie régionale à l'université Érasme de Rotterdam et y soutient sa thèse en 1972 intitulée Planning of Industrial Complexes by Means of Geometric Programming.
Il est recruté en 1973 par l'université libre d'Amsterdam et y enseigne jusqu'à aujourd'hui. De 1975 à 2002, il y dirigea le département d'économie régionale. Outre de nombreuses positions dans les groupements scientifiques, Nijkamp a également agi en tant que conseiller d'institutions comme la Banque mondiale, la Commission européenne, l'OCDE, le Conseil de l'Europe et le gouvernement néerlandais.

## Controverse
En 2013, la thèse d'un de ses étudiants est retirée la veille de sa défense. Elle se composait entièrement de textes écrits en collaboration avec Nijkamp. Une enquête interne de l'université établit que certains de ces textes étaient des versions recyclées de publications antérieures effectuées avec d'autres coauteurs qui n'ont pas été cités et cela a pu être considéré comme du plagiat. Le recteur de l'université, Frank van der Duyn Schouten, a déclaré que Nijkamp avait mal agi, mais qu'il ne s'agissait pas de plagiat. L'étudiant impliqué a été autorisé à adapter sa thèse et a pu la défendre en 2014.
Aussi, après de nombreux articles de presse annonçant avoir trouvé des cas d'auto-plagiat dans les travaux de Nijkamp, et une analyse par un délateur anonyme, l'université a annoncé qu'elle allait enquêter sur toutes les publications éditées de Nijkamp. Elle a également saisi l'Académie royale néerlandaise des arts et des sciences pour statuer sur la différence entre auto-plagiat et auto-citation.
Le comité d'investigation a conclu en mars 2015 que Nijkamp avait abondamment réutilisé d'anciennes publications dans de nouvelles sans référencement et que cela constituait une « pratique de la recherche discutable. » L'université a accepté certaines mais pas toutes les conclusions du comité. Une enquête indépendante menée par le Conseil National Hollandais sur l'Intégrité Scientifique a elle conclu à une « négligence » de Peter Nijkamp mais en aucun cas à une atteinte à l'intégrité scientifique. Il a également été pointé l'insuffisance du règlement de l'université sur l'auto-citation. Nijkamp lui-même a ironiquement déclaré sur le sujet que la méthodologie et la sélection de publications de la commission d'enquête étaient trop minces pour avancer toute conclusion.

## Publications choisies
Parmi les ouvrages qu'il a publiés :
- Social Change and Sustainable Transport (avec William Black, 2002, Indiana University Press)
- Public Facilities Planning (avec Lili Kiminami et Kenneth Button, 2007, Edward Elgar)
- Spatial Dynamics, Networks and Modelling (avec Aura Reggiani, 2006, Edward Elgar).
- Multicriteria evaluation in physical planning (avec Piet Rietveld et Voogd, 2013, Elsevier)

Parmi ses publications dans des revues ou journaux :
- Smart cities in Europe (avec Caragliu et Del Bo, 2011, Journal of urban technology)
- Price and income elasticities in residential water demand (avec Jasper Dalhuisen, Raymond Florax et Henri de Groot, 2003, Land Economics)
- Qualitative multicriteria analysis for environmental management (avec Giuseppe Munda et Piet Rietveld, 1994, Ecological Economics)
- Second-best congestion pricing: The case of an untolled alternative (avec Eric Verhoef et Piet Rietveld, 1996, Journal of Urban Economics)